# Yáhuar Huácac
Yáhuar Huácac (kečua. Yawar Waqaq), sedmi vladar (Sapa Inka) Kraljevstva Cusco, vladao o. 1378. - o. 1408. godine. Drugi vladar iz dinastije Cuzcohanan.
Bio je sin vladara Inka Inca Roce († o. 1378.). U djetinjstvu su ga zarobili pripadnici plemena Ayarmaca te je neko vrijeme proveo u njihovom zarobljeništvu. Nakon bijega, vratio se u prijestolnicu Cusco, gdje ga je s vremenom dočekao konačan obračun protiv naroda Chanka, kojeg je pobijedio uz pomoć sina i nasljednika Viracoche.
| prethodnik Inca Roca | Kralj Inka carstva o. 1378. - o. 1408. | nasljednik Viracocha Inca |